# Slovaci u Mađarskoj
Slovaci su jedna od nacionalnih manjina u Mađarskoj.

## Brojnost
Broj Slovaka u Mađarskoj prema službenim statistikama:
- 1880.: 
  - cijela Ugarska: 1.855.000 Slovaka + 219.404 „Mađara“ koji govore slovačkim (uk. 2.074.404 osoba)
  - Ugarska bez današnje Slovačke: 365.293 Slovaka + ? "Mađara" koji govore slovačkim
- 1900.**: u Stolnobiogradskoj, Peštansko-piliškoj, Boršodskoj, Bekeškoj, Ostrogonskoj, Čanadskoj i Budimpeštanskoj županiji: 161.636* Slovaka
- 1910.**: 
  - cijela Ugarska: 1.946.000* Slovaka + 547.802 „Mađara“ koji govore slovačkim (uk. 2.493.802 osobe)
  - Ugarska bez današnje Slovačke: 261.319* Slovaka + ? "Mađara" koji govore slovačkim
  - u Stolnobiogradskoj, Peštansko-piliškoj, Boršodskoj, Bekeškoj, Ostrogonskoj, Čanadskoj i Budimpeštanskoj županiji: 145.007* Slovaka + 158.747 "Mađara" koji govore slovačkim (uk. 303.754)
- 1920.: 141.882* Slovaka + 257.294 "Mađara" koji govore slovačkim (uk. 399.176)
- 1930.: 104.819 Slovaka
- 1941.: 75.920 Slovaka (materinji jezik; v hraniciach dnešného Maďarska)
- 1945. – 1949.: Mađarsku je napustilo 71.969 Slovaka, od toga 7783 ilegalno, 4230 pred popisom, zvyšok v rámci výmeny obyvateľstva[1]
- 1949.***: 25.988 Slovaka (materinji jezik)
- 1990.: 10.459 Slovaka; 12.745 osoba kojima je slovački materinji; 68.852 osobe koje govore slovačkim
- 2001.: 17.693 Slovaka; 11.816 osoba kojima je slovački materinji; 18.056 osoba koje govore slovačkim

(*)Tu s oficiálne udával „materinský jazyk“, ale tento materinský jazyk bol v úradných inštrukciách pre sčítacích komisárov definovaný de-facto ako najčastejšie používaný jazyk, jazyk, ktorým osoba hovorila „najochotnejšie“. (Nepodarilo sa zistiť, či to platí aj pre sčítanie 1930 a neskôr)
(**)Údaje sčítania z roku 1910 (podobne z roku 1900) sú skreslené v neprospech Nemaďarov najmä v dôsledku zvláštne definovanej otázky, ktorú implementovali maďarskí sčítací komisári (pozri *), ďalej skreslenie dokazuje nesúlad čísiel s vývojom pôrodnosti a úmrtnosti jednotlivých národností a demograficky nemožné prírastky maďarského obyvateľstva v jednotlivých obciach oproti predošlým sčítaniam (tzv. štatistická maďarizácia).
(***) Ak toto číslo porovnáme s údajom z roku 1941 a číslami výmeny obyvateľstva vyjde nám aj na úrovni oficiálnej štatistiky „deficit“ vo výške 22 037 Slovákov.
Prema mađarskim službenim statistikama, u Mađarskoj je 2001. živjelo 39.266 Slovaka. Statistički su 2001. bili treća po brojnosti nacionalna manjina u Mađarskoj.
18.057 stanovnika Mađarske govori slovački s članovima obitelji ili prijateljima, a 26.631 ima afinitet s kulturnim vrijednostima i tradicijama slovačkog naroda.

## Poznati Slovaci s područja današnje Mađarske

### Do 1918.
- Ondrej Beňo
- Samuel Tešedík
- Ján Valašťan Dolinský
- Lajos Kossuth (Ľudovít Košut)
- Matej Markovič
- Samuel Mojžišovič
- Ľudovít Augustín Haan
- Sándor Petőfi
- Samuel Tešedík

### Od 1918.
- Gregor Papuček
- Juraj Antal Dolnozemský
- Ondrej Francisci
- Pavel Ondrus
- Pál Závada
- Ladislav Kubala
- Szilárd Németh
- Otto Szabó